# Napeogenes hemisticta
Napeogenes hemisticta är en fjärilsart som beskrevs av William Schaus 1913. Napeogenes hemisticta ingår i släktet Napeogenes och familjen praktfjärilar. Inga underarter finns listade i Catalogue of Life.